# Google Bookmarks
Google Bookmarks war ein browserunabhängiger Online-Lesezeichen-Dienst, der mit einem Google-Konto kostenfrei genutzt werden konnte. Es war ein Cloud-basierter Dienst, mit dem Benutzer Webseiten mit Lesezeichen versehen und Beschriftungen oder Notizen hinzufügen konnten.
Benutzer konnten nach der Anmeldung an ihrem Google-Konto von jedem Gerät über einen beliebigen Browser auf ihre Lesezeichen zugreifen. Der Onlinedienst verwaltete die Lesezeichen eines einzelnen Benutzers in seinem Kontext und unterschied sich damit von Online-Lesezeichen-Diensten für soziale Netzwerke und Unternehmen, die aktiv das Teilen von Lesezeichen fördern. Die angelegten Lesezeichen konnten durchsucht werden. Dabei wurde der vollständige Text der Lesezeichen einschließlich des Seitentitels sowie der Beschriftungen und Notizen durchsucht.
Am unteren Rand der Google-Lesezeichen-Seite befand sich ein einfaches Lesezeichen mit der Bezeichnung Google Bookmark, das in die Symbolleiste eines beliebigen Browsers gezogen werden konnte, um einen Zugriff auf die Lesezeichen zu vereinfachen. Dies öffnete ein Verwaltungsfenster mit den gespeicherten Lesezeichen, in dem dann Notizen und Beschriftungen hinzugefügt werden konnten.
Google Bookmarks wurde am 10. Oktober 2005 gestartet und zum 30. September 2021 eingestellt. Der Dienst wurde nicht sehr häufig genutzt.